# Victoria Cartagena
Victoria Cartagena (Philadelphia (Pennsylvania)) is een Amerikaans actrice. Ze speelde in diverse films en series, waaronder Salt, Gotham en You.

## Filmografie

### Film
- 2004: Baby Fat, als pittige latina
- 2006: Sorry Ain't Enough, als Lillian
- 2010: Salt, als Portico Checkpoint-agent
- 2016: The Pastor, als Mercia Alvarez
- 2016: Blowtorch, als Rita
- 2019: 21 Bridges, als Yolanda Bell

### Televisie
- 2006: The Bedford Diaries, als Zoe Lopez
- 2006: Kidnapped, als Diane Weaver
- 2007: Protect and Serve, als Anita Esparza
- 2008: Law & Order: Special Victims Unit, als Cecelia Cruz
- 2009: Army Wives, als Carmen Richards
- 2009: The Good Wife, als Teresa Reyes
- 2011: Unforgettable, als Maria Ortiz
- 2011: A Gifted Man, als Maria
- 2013: Blue Bloods, als Letitia Williams
- 2013: Elementary, als Hope
- 2014-2015: Gotham, als Renee Montoya
- 2016: The Path, als Evelyn Hernandez
- 2018: Jessica Jones, als Sonia Arocho
- 2018: Deception, als Anne Rojas
- 2018: You, als Claudia
- 2018-2019: Manifest, als Lourdes
- 2019-2020: Almost Family, als Amanda
- 2021-2023: Servant, als Stephanie Reyes
- 2021-2022: Batwoman, als Renee Montoya
- 2024: Chicago P.D., als detective Emily Martel
- 2024: Law & Order, als advocaat Yolanda Matos